# Maciej Kądziela
Maciej Kądziela (* 3. April 1990 in Opoczno) ist ein polnischer Jazzmusiker (Altsaxophon, Komposition).

## Wirken
Kądziela absolvierte zunächst ein Bachelorstudium am Syddansk MusikKonservatorium in Odense, bevor er seinen Master am Rytmisk Musikkonservatorium in Kopenhagen machte. Während seines Studiums wurde er zweimal mit dem Stipendium der Idella-Stiftung ausgezeichnet, was es ihm ermöglichte, in New York Privatunterricht bei David Binney, Greg Osby, Steve Lehman und Lee Konitz zu nehmen.
Kądziela leitete zunächst ein gemeinsames Quartett mit Artur Tuźnik. Unter eigenem Namen legte er 2013 sein Debütalbum The Opening vor, dem 2016 The Taste of the World mit Grzech Piotrowski folgte. Tomo Jacobson holte ihn neben Lucas Leidinger und Kresten Osgood in seine internationale Band Moonbow.
2016 war Kądziela Gründungsmitglied der Band ZK Collaboration, zu der Adam Zagórski sowie Roman Chraniuk und Mateusz Gawęda gehören. Die Gruppe hat bisher unter seiner Leitung zwei Alben, Double Universe (2018) und Slow Food (2021) veröffentlicht, die international positive Resonanz erhielten. 2020 wurde Kądziela von Sylwester Ostrowski zum Projekt Jazz Forum Talents eingeladen; gemeinsam mit Kasia Pietrzko, Kacper Smoliński, Jakub Mizeracki und Tomasz Chyła sowie Logan Richardson, Keyon Harrold und Bobby Watson entstand das Album Jammin’ with KC, das von mehreren Tourneen der Band begleitet wurde und auf mehreren Jazzfestivals in Polen präsentiert wurde. Auch auf der Jazzahead 2022 in Bremen stellte er sich mit den Jazz Forum Talents vor. Er trat weiterhin mit Musikern wie Jeff Ballard, Brad Mehldau, Marc Ducret, Chris Cheek, Miguel Zenon, Niclas Campagnol, Jakob Bro, Marilyn Mazur, George Garzone, Jerry Bergonzi und Grzegorz Tarwid auf.

## Preise und Auszeichnungen
Kądziela ist Gewinner zahlreicher Preise und Wettbewerbe als Solist und Bandleader. Zusammen mit dem Tuźnik/Kądziela Quartett erhielt er 2011 den Grand Prix beim Festival Jazz nad Odrą.